# Textes des sarcophages
Les Textes des sarcophages ou Textes des cercueils (anglais : Coffin Texts ; abrév. CT) sont un corpus de textes funéraires rédigés en hiéroglyphes cursifs sur certains sarcophages du Moyen Empire. Ils résultent d'une extension des rites funéraires jusque-là réservés au roi, et d'une utilisation des Textes des pyramides, auxquels s'ajoutent de nouvelles formules. Il s'agit de formules « magiques » destinées à préserver le mort, lors de son voyage vers l'au-delà, de la faim, de la soif et de tous dangers potentiels. On en a recensé au total près de mille cent quatre-vingt-cinq unités ou chapitres. Certaines comportent un titre écrit à l'encre rouge. La longueur de ces formules est très variable : si certaines ne sont qu'une simple phrase, d'autres forment de véritables paragraphes avec introduction et conclusion. Dans l'impossibilité d'inscrire tous les textes sur un sarcophage, le propriétaire du tombeau choisit les extraits qu'il souhaite y faire figurer.
Plusieurs de ces textes figurent dans le Livre des Morts.

## Philologie égyptienne
En 1867, Karl Richard Lepsius publie des versions anciennes du Livre des morts des Anciens Égyptiens trouvées inscrites sur des sarcophages du Moyen Empire puis, en 1886, les textes du sarcophage d'Amamu (probablement de la XIe dynastie), conservé au British Museum. Il s'ensuit plusieurs publications consacrées à un seul sarcophage, comme celle que Gaston Maspero consacre à Horhotep en 1889. En 1903, l'Allemand Hans Schack-Schackenburg fait connaître les textes du Livre des deux chemins d'après un sarcophage conservé à Berlin. La même année, Pierre Lacau fait publier en trois volumes les textes de tous les sarcophages conservés au Musée égyptien du Caire, puis les relevés des textes de sarcophages découverts à Beni Hassan et à Saqqarah. Entre 1904 et 1914, Pierre Lacau poursuit son travail d'édition d'après les sarcophages conservés au Caire sous le titre Textes religieux. La première recension à peu près complète des textes des sarcophages est réalisée par le Néerlandais Adriaan de Buck entre 1935 et 1961 : The Egyptian Coffin Texts (sept volumes), entreprise restée malheureusement inachevée du fait du décès de l'auteur en 1959. Bon nombre de textes absents auraient dû figurer dans un huitième volume. À partir de cette collecte, Raymond Oliver Faulkner réalise une traduction complète en langue anglaise en trois volumes de 1973 à 1978 : The Ancient Egyptien Coffin Texts. En 1986, Paul Barguet traduit ce corpus en français : Textes des sarcophages égyptiens du Moyen Empire (un volume), ouvrage dans lequel les textes sont regroupés selon différentes thématiques. Une traduction en langue française est à nouveau réalisée par Claude Carrier en 2004, en trois volumes, avec translittération.

## Formation du corpus

### Convergences avec lestextes des pyramides
Le corpus des Textes des sarcophages s'est élaboré graduellement sur une longue période. Leur genèse est encore difficile à décrire car les connaissances actuelles sur ce sujet sont encore très lacunaires. Le milieu égyptologique discute toujours sur les conditions de la rédaction de ces textes. Cependant, les chercheurs les rapprochent de plus en plus des Textes des pyramides, mais sans en nier toutes les spécificités.
Cet ensemble n'est pas clos car les nouvelles découvertes archéologiques permettent d'y ajouter des variantes et des paragraphes nouveaux. L'ouvrage Coffin Texts d'Adriaan de Buck, publié entre 1935 et 1961, est toujours considéré comme la recension textuelle de référence. Mais on peut y ajouter de nouvelles documentations, comme les Textes des sarcophages des nécropoles de Karf-Ammar, de Harageh, de Sedment, etc. Dans le même temps, les recherches ont aussi permis d'enrichir le corpus des Textes des pyramides. Aussi, lorsqu'on compare les deux corpus, des convergences voient le jour. Cependant, les sarcophages comportant des Textes des pyramides restent encore largement inédits, la recherche s'étant surtout orientée vers les sarcophages avec des textes nouveaux et originaux. En son temps, Adriaan de Buck a écarté de son ouvrage les sarcophages reprenant les Textes des pyramides. De nos jours, ses successeurs enquêtent pour trouver dans les chapitres des Textes des pyramides des prototypes aux chapitres des Textes des sarcophages ou, au contraire, cherchent aux Textes des pyramides des descendants dans les Textes des sarcophages.

### Chronologie de la rédaction
Concernant un texte égyptien, il est nécessaire de faire la distinction entre la date de sa rédaction (ou de sa compilation) et la date du document qui le fait connaître. Les Textes des pyramides ont ainsi existé bien avant de figurer dans la pyramide d'Ounas ; le plus ancien monument où ils sont inscrits. Ce fait est transposable aux Textes des sarcophages. Les concernant, on ne peut donner une date de rédaction précise et unique. Ce corpus forme un ensemble de chapitres hétérogènes rédigés de manière échelonnée. Certains ont été rédigés avant l'Ancien Empire, d'autres pendant la Première Période intermédiaire et pendant le Moyen Empire.

## Pratiques funéraires
Au Moyen Empire, la majeure partie de la population des défunts égyptiens ne s'est pas fait momifier. Cette pratique ne se répand qu'à une époque plus tardive. Les nécropoles de Deir el-Bersha et d'Assiout n'ont ainsi livré que peu de preuves de cette pratique de conservation mortuaire. La majorité des corps n'en présentent aucun signe. Parfois, la seule évocation de la momification est suffisante (vases canopes fictifs ou mention de la momification dans une inscription du cercueil). La conservation du corps par la momification n'a donc pas réellement une importance capitale quant au devenir post mortem de l'individu.
L'inhumation du corps, momifié ou non, se fait fréquemment dans un cercueil. À Deir el-Bersha, l'enterrement sans cercueil, même pour la basse classe sociale, est rare. Mais les pratiques ne sont pas partout identiques. La nécropole d'Assiout a ainsi livré un grand nombre de cercueils, mais a aussi fait voir un très grand nombre de tombes sans cercueils. La documentation des cercueils de la classe modeste est cependant grandement lacunaire. D'une part, le bois local utilisé se conserve très mal, même en milieu désertique. Et d'autre part, les égyptologues ont plus tendance à orienter leurs publications vers les sarcophages prestigieux ornés de décors et d'inscriptions. Ces derniers, confectionnés en cèdre, un bois d'importation de qualité, sont cependant peu fréquents. L'égyptologue Harco Willems estime que seule une très faible part de la population du Moyen Empire s'est offerte un sarcophage à textes ; une personne sur 1470, soit un taux de 0,68 ‰. Son estimation de la production annuelle de ce genre de cercueil n'atteint pas les vingt-quatre exemplaires pour une mortalité annuelle de 34 375 individus dans la seule Haute-Égypte. L'inscription de textes sur un sarcophage est, par conséquent, une pratique funéraire réservée à une petite minorité de défunts recrutés parmi les élites. Les Textes des sarcophages ne concernent donc qu'une fraction infime de la population totale et ne reflètent que très peu les croyances de cette époque.

## Lieux d'origines
Des sarcophages à textes ont été retrouvés du nord au sud de l'Égypte, de Memphis à Assouan. Les marécages de la région du delta du Nil font exception, car les conditions de conservation pour des cercueils en bois n'y sont évidemment pas favorables. On peut cependant distinguer trois zones où leur présence est beaucoup plus marquée ; les nécropoles de Memphis et de Thèbes et celles des nomarques de Moyenne-Égypte.

### Memphis

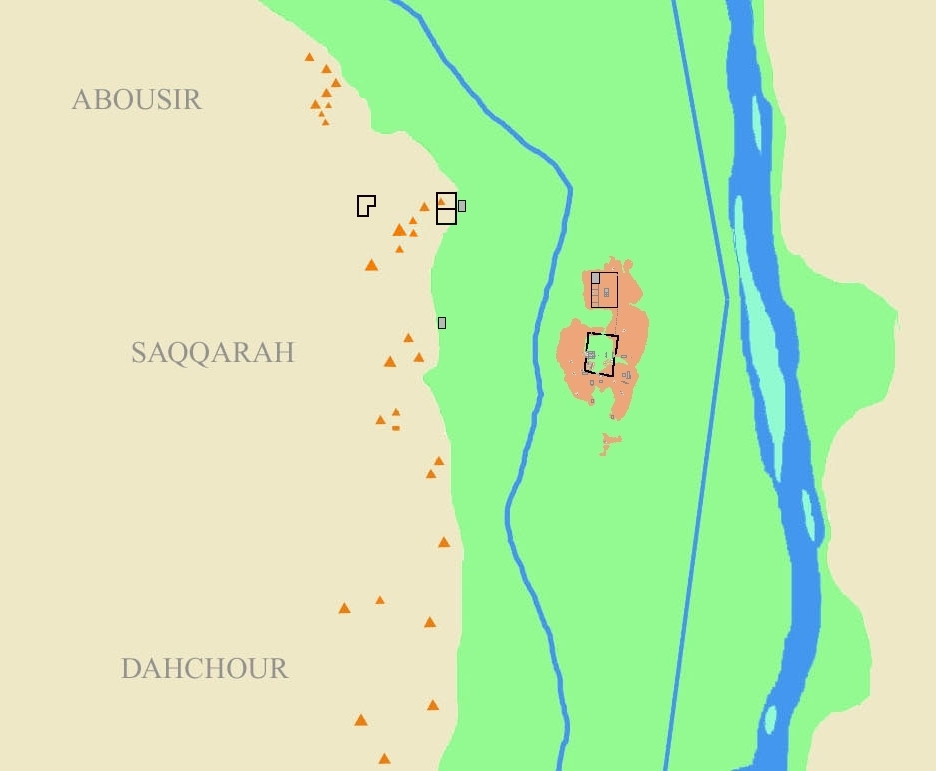
Carte de Memphis et de ses nécropoles

Quarante cercueils à textes ont été retrouvés dans la région memphite ; trente-six exemplaires à Saqqarah et quatre à Abousir. La production s'étale chronologiquement du début du Moyen Empire jusqu'au début du règne du roi Sésostris Ier. La majorité de ces cercueils proviennent du cimetière lié à la ville de la pyramide de Téti et de la pyramide de Mérikarê II. Dans cette localité vivaient des prêtres qui officiaient lors des cultes célébrés dans les temples funéraires de ces deux souverains. Un des sarcophages est ainsi au nom du prêtre Géméniemhat (XIIe dynastie), prêtre du culte de Mérikaré. Ce souverain appartient à la Xe dynastie d'Héracléopolis en lutte contre les rois de la XIe dynastie de Thèbes. La famille thébaine, avec Montouhotep II, vint à bout de ses ennemis d'Héracléopolis. Toutefois, elle ne supprima pas les cultes funéraires et mémoriels des défunts rois ennemis.
Au Moyen Empire, le culte funéraire des rois de l'Ancien Empire est encore vivace. Une preuve en est la découverte, dans le complexe funéraire de Pépi Ier, d'un papyrus rituel daté du Moyen Empire, où figurent inscrits des Textes des pyramides. Ces textes, destinés au culte funéraire royal, ont sans doute été rédigés par les prêtres d'Héliopolis et de Memphis. Ces mêmes prêtres sont peut-être aussi à l'origine d'une autre tradition funéraire, mais destinée aux particuliers proches du cercle royal : notables, gouverneurs, prêtres, etc. Ces deux traditions se retrouvent ainsi au Moyen Empire intégrées dans le corpus des Textes des sarcophages. Les prêtres, maniant ces textes de leur vivant dans le cadre de leur profession, ont voulu les emporter avec eux dans la mort, inscrits sur leurs cercueils.

### Thèbes
Après avoir réunifié l'Égypte, le roi Montouhotep II fait de Thèbes, sa ville d'origine, la capitale du pays. La cité conserve ce statut jusqu'à la décision du roi Amenemhat Ier de transférer la capitale à Itchtaouy (ou Itji-taouy) près de Licht. Vingt-six sarcophages à textes ont été découverts à Thèbes et dix-neuf remontent à cette période où la ville accueille l'élite du pays. Quatre reines, un vizir, un général et quelques ministres comptent parmi les propriétaires thébains de sarcophages à textes. Les cercueils thébains peuvent toutefois se diviser en deux sous-groupes. Il y a, d'un côté, un style spécifique qui ne se rencontre qu'entre Thèbes et Assouan de par la décoration et le choix de formules magiques. De l'autre côté, on a observé un style qui se rapproche de celui rencontré au cimetière de la ville sacerdotale de la pyramide de Téti. Ces derniers cercueils ont été destinés aux membres du gouvernement, tous enterrés près du roi Montouhotep II. Aucun roi du Moyen Empire n'a fait figurer sur ses cercueils les Textes des sarcophages. Par conséquent, lors de cette période, le culte funéraire royal fait appel à une autre tradition cultuelle. Le corpus des textes des sarcophages n'est donc pas une tradition funéraire royale qui se serait diffusée dans le reste de la population. Il s'agit plus d'une tradition funéraire de la cour royale de la fin de l'Ancien Empire adoptée au Moyen Empire par la haute classe dirigeante du pays.

### Moyenne Égypte

#### Hermopolis

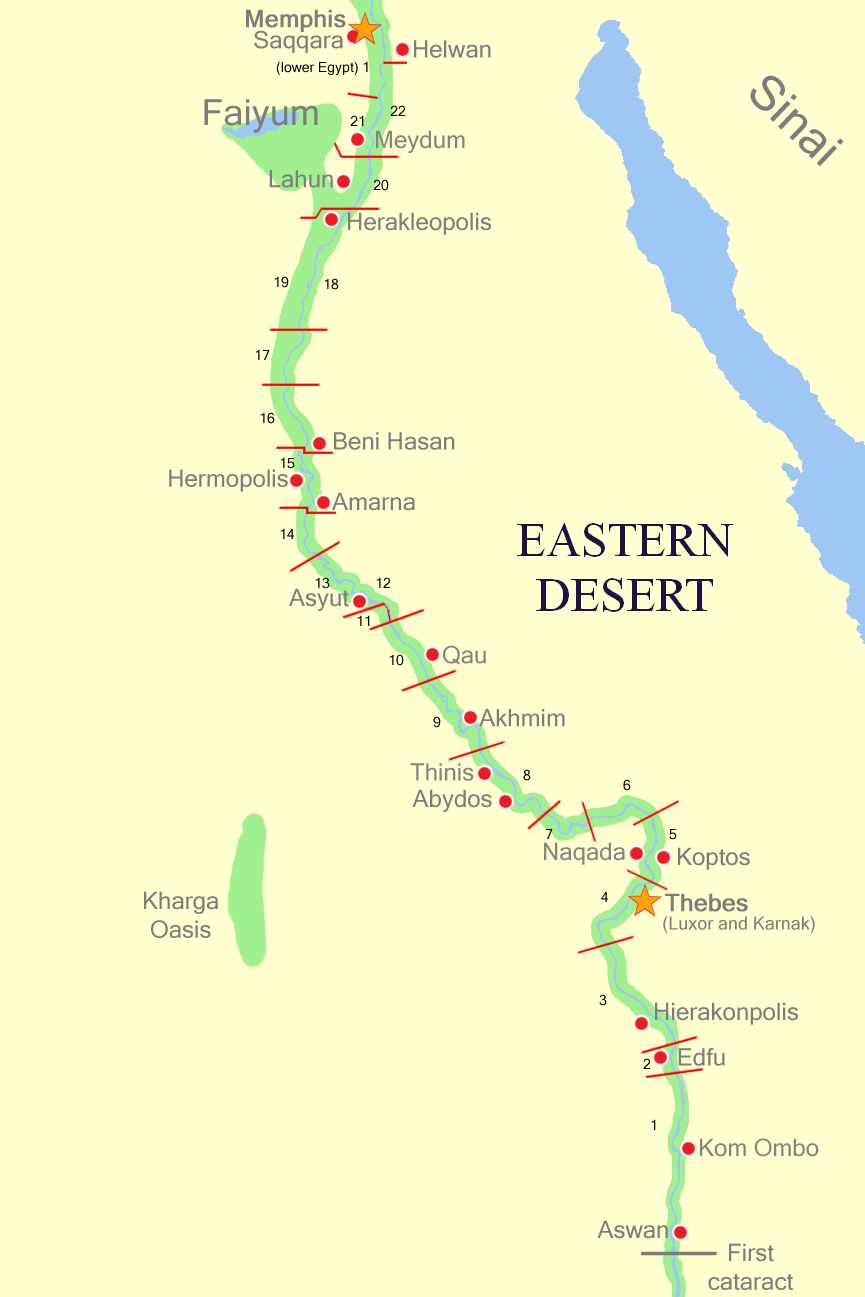
Carte des nomes de Moyenne et Haute Égypte.

Le plus grand nombre de sarcophages à textes a été retrouvé en Moyenne-Égypte. Vingt-neuf à Assiout, soixante-et-onze à Meir, cinquante à Deir el-Bersha et quatorze à Beni Hassan. Si, à Memphis et à Thèbes, cette tradition funéraire est surtout dominante au début du Moyen Empire, en Moyenne-Égypte, cette tradition se poursuit plus longtemps, bien après le règne de Sésostris Ier. Les sarcophages de Deir el-Bersha présentent la plus grande richesse et la plus grande variété de textes. Il est donc certain que les prêtres de cette localité avaient accès à une grande masse d'archives religieuses. Il est donc fortement possible que le roi Montouhotep II, après sa victoire sur les Héracléopolitains, ait fait transférer les archives de Memphis, non pas à Thèbes, mais à Hermopolis, ville de Thot, le dieu des scribes et de la connaissance. Ce développement de la bibliothèque d'Hermopolis aurait alors été le point de départ d'un rayonnement religieux, d'abord vers Thèbes, et ensuite vers les autres localités de la Moyenne-Égypte.

#### Nécropoles des nomarques
À la fin de l'Ancien Empire, il est plausible que chaque région du pays ait été dirigée par un nomarque. Durant la Première Période intermédiaire, la Haute-Égypte est en proie au chaos car les nomarques s'affrontent entre eux. Plusieurs nomes se sont désagrégés, d'autres sont devenus autonomes, et quelques-uns ont conquis les nomes voisins. Pour rétablir le calme et la paix, les rois de la XIe dynastie thébaine suppriment le poste de nomarque au profit d'administrateurs moins prestigieux mais plus loyaux. Au nord de l'Égypte, dans le delta du Nil, mais surtout en Moyenne-Égypte, la situation est moins troublée. Aussi, les rois d'Héracléopolis ne ressentent pas le besoin de supprimer les pouvoirs des nomarques. La victoire du thébain Montouhotep II sur les Héracléopolitains marque le début du Moyen Empire. En Moyenne-Égypte, malgré la victoire des Thébains, les lignées de nomarques parviennent à se maintenir en place, comme le démontrent les nécropoles d'Antaeopolis, d'Assiout, de Deir el-Bersha et de Beni Hassan. Ces bastions du pouvoir nomarcal sont ceux qui ont livré le plus de sarcophages à textes. Ces chefs provinciaux restent très puissants jusqu'au règne du roi Sésostris III. Puis, à partir de cette époque, les nomarques perdent leur influence pour finalement s'effacer. La disparition du pouvoir nomarcal en Moyenne-Égypte va de pair avec la disparition des textes des sarcophages : peu de ces cercueils sont en effet postérieurs au règne de Sésostris III. Les textes des sarcophages n'ont donc pas été les témoins des croyances funéraires de l'ensemble de la population du Moyen-Empire, mais seulement des notables de la Moyenne-Égypte.

### Traductions
- Paul Barguet, Textes des Sarcophages égyptiens du Moyen Empire, Paris, Le Cerf, 1986, 725 p. (ISBN 2-204-02332-9)
- Claude Carrier, préface de Bernard Mathieu, Textes des Sarcophages du Moyen Empire Égyptien, Éditions du Rocher, coll. « Champollion », 2004, 2732 p. (ISBN 2-268-05229-X)Trois volumes

### Études
- Harco Willems, Les Textes des sarcophages et la démocratie. Éléments d'une histoire culturelle du Moyen Empire égyptien, Paris, Éditions Cybèle, 2008, 284 p. (ISBN 978-2-915840-06-3)
- Siegfried Morenz, La religion égyptienne. Essai d'interprétation (1962), trad., Payot, 1977, p. 291-296.
- Jan Assmann, Images et rites de la mort dans l'Égypte ancienne. L'apport des liturgies funéraires, trad., Cybèle, 2000, 128 p.